# Pier Giuseppe Franci
Pier Giuseppe Franci war ein italienischer Drehbuchautor und Filmregisseur.
Franci schrieb 1946 am Drehbuch für Lucia di Lammermoor von Piero Ballerini und zwei Jahre später für Roberto Bianchi Montero. Als Regisseur drehte er Dokumentarfilme (mehrfach über Kampanien, so Campania industriale), darunter 1953 seinen einzigen abendfüllenden Film, den religiösen Il più grande mistero d'amore, der erst 1955 und wohl nur in ausgewählten Kreisen aufgeführt wurde. Nach einer Regieassistenz 1956 verliert sich Francis Spur.